# ドミトリ・オフチャロフ
ドミトリ・オフチャロフ（ウクライナ語: Дмитро Овчаров、Dimitrij Ovtcharov、1988年9月2日 - ）は、ドイツの卓球選手。ウクライナ・キーウ出身。2012年ロンドンオリンピック、2020年東京オリンピック男子シングルス銅メダリスト。2017年ワールドカップ男子シングルス優勝。

## 経歴
2002年にモスクワで行われたヨーロッパユース選手権のカデット部門で準優勝、2003年の同選手権カデット部門ダブルスでも準優勝を果たした。2004年にブダペストで行われたヨーロッパユース選手権の団体メンバーとして優勝、2006年のサラエヴォ大会でも団体優勝している。同年、エジプトのカイロで行われた世界ジュニア選手権ではシングルスでベスト4に入った。2007年から世界選手権にも出場し、2008年の広州大会ではドイツ代表メンバーとして団体で7位となった。また同年のヨーロッパトップ12にも出場5位となっている。オリンピックでは北京オリンピックでは団体戦で銀メダルおよびロンドンオリンピックでは男子シングルス銅メダル、男子団体銅メダルを獲得している。
その他にもヨーロッパ選手権でも活躍しており、2007年ベオグラード大会から2013年シェヴェヒャート大会までチームの6連覇に貢献している。2013年はシングルスでも初優勝した。
2010年8月、ITTFプロツアー中国オープンのドーピング検査で禁止薬物の塩酸クレンブテロール（気管支拡張剤、興奮剤としても用いられる）の陽性反応が出た。これについて彼は中国で食べた肉に禁止薬物が含まれていたと主張した。当初2年間の出場停止が言い渡されたが頭髪からの検出はされなかったことなどから食事が原因の可能性が高いことを主張した結果、処分は撤回された。
2016年リオデジャネイロオリンピックではシングルと団体に出場、シングルでは準々決勝でブラディミル・サムソノフに2-4で敗退、団体では準決勝で日本に敗退したが3位決定戦で韓国に勝ち2大会連続の銅メダルを獲得。
2017年、アジアカップ優勝の林高遠そして世界ランキング1位の馬龍を破って決勝に進出したティモ・ボルを破り、ワールドカップ初優勝。11月の世界ランキングで当時の自身最高ランクである3位となった。
2018年1月には、それまで3年近く1位を維持していた馬龍にかわり、世界ランキング1位になった。
2020年1月、バタフライと契約を結んだ。
2022年、ロシアのウクライナ侵攻を理由として、所属クラブのオレンブルクが2021-22シーズンのヨーロッパチャンピオンズリーグから除外されることとなった。同年4月12日に、オレンブルクとの来シーズンの契約を結ばず、移籍することを自身のSNSで発表した。

## プレースタイル
中国のトップ選手にも打ち勝てる力強い両ハンドドライブ、独特のモーションから繰り出される多彩なサービスは強力。
特にバックハンドサービスは複雑かつ多彩で、トップクラスの選手でもまともにレシーブするのは容易ではない。しゃがみ込みサービスも得意。
レシーブ時には非常に切れたバックツッツキを多用し、そこからラリー戦に展開していく事が多い。かつてはレシーブ（特にフォア側）が甘いと言われていたが、台上バックドライブとチキータを強化し多用するようになってからは成績が良くなった。
中・後陣で粘ってからの反撃も得意である。

## 主な戦績
- 2002年
  - ヨーロッパユース選手権モスクワ大会 カデットの部 男子シングルス準優勝
- 2003年
  - ヨーロッパユース選手権ノヴィ・サド大会 カデットの部 男子ダブルス準優勝
- 2004年
  - ヨーロッパユース選手権ブダペスト大会 ジュニアの部 男子団体優勝
- 2005年
  - ヨーロッパユース選手権オストラヴァ大会 ジュニアの部 男子シングルス優勝
- 2006年
  - 世界ジュニア選手権カイロ大会 男子シングルス ベスト4
  - ヨーロッパユース選手権サラエヴォ大会 男子団体優勝
- 2007年
  - ヨーロッパ選手権ベオグラード大会 男子シングルス ベスト4、男子団体優勝
- 2008年
  - 北京オリンピック 男子団体銀メダル
  - 第49回世界選手権広州大会 男子団体7位
  - ヨーロッパ選手権サンクトペテルブルク大会 男子団体優勝
- 2012年
  - 第51回世界選手権ドルトムント大会 男子団体準優勝
  - ロンドンオリンピック 男子シングルス銅メダル、男子団体銅メダル
- 2013年
  - ヨーロッパ選手権シュヴェヒャート大会 男子シングルス優勝、男子団体優勝
- 2014年
  - 第52回世界選手権東京大会 男子団体準優勝
  - ITTFワールドツアーグランドファイナル 男子シングルス 準優勝
- 2016年
  - リオデジャネイロオリンピック 男子団体銅メダル
- 2017年
  - ワールドカップ 優勝
  - ITTFワールドツアーグランドファイナル 男子シングルス 準優勝
- 2018年
  - 第54回世界選手権ハルムスタッド大会 男子団体準優勝
- 2021年
  - 東京オリンピック　男子シングルス銅メダル、男子団体銀メダル

## その他
- ブラディミル・サムソノフ、水谷隼はロシアリーグでチームメイト、特に水谷とは卓球ブンデスリーガに所属していたときもチームメイトで友人であり何度も国際大会で戦ったライバル関係。2016年にロシアリーグでチームメイトになった際も「友人であり、古くからのライバルでもあるジュン・ミズタニがともにオレンブルクのために戦ってくれることになった。クラブと来季の契約を結んだんだ。彼と同じクラブでプレーできて、とてもうれしいよ。Welcome,Jun!」とコメントを発表している[9]。